# Comuna de Marciszów
Marciszów (polaco: Gmina Marciszów) é uma gminy (comuna) na Polónia, na voivodia de Baixa Silésia e no condado de Kamiennogórski. A sede do condado é a cidade de Marciszów.
De acordo com os censos de 2004, a comuna tem 4730 habitantes, com uma densidade 57,7 hab/km².

## Área
Estende-se por uma área de 81,98 km², incluindo:
- área agricola: 53%
- área florestal: 36%

## Demografia
Dados de 30 de Junho 2004:
|                      | Total   | Total | Mulheres | Mulheres | Homens  | Homens |
| -------------------- | ------- | ----- | -------- | -------- | ------- | ------ |
|                      | pessoas | %     | pessoas  | %        | pessoas | %      |
| População            | 4730    | 100   | 2386     | 50,4     | 2344    | 49,6   |
| Densidade (pop./km²) | 57,7    | 100   | 29,1     | 29,1     | 28,6    | 28,6   |

De acordo com dados de 2002, o rendimento médio per capita ascendia a 1420,91 zł.

## Subdivisões
- Ciechanowice
- Świdnik
- Sędzisław
- Wieściszowice
- Marciszów
- Pustelnik
- Pastewnik
- Domanów
- Nagórnik

## Comunas vizinhas
- Bolków, Czarny Bór, Janowice Wielkie, Kamienna Góra, Stare Bogaczowice